# Életot
Életot is een gemeente in het Franse departement Seine-Maritime (regio Normandië) en telt 537 inwoners (1999). De plaats maakt deel uit van het arrondissement Le Havre.

## Geografie
De oppervlakte van Életot bedraagt 6,8 km², de bevolkingsdichtheid is 79,0 inwoners per km².
De onderstaande kaart toont de ligging van Életot met de belangrijkste infrastructuur en aangrenzende gemeenten.

## Demografie
Onderstaande figuur toont het verloop van het inwonertal (bron: INSEE-tellingen).